# دونالد إم. فيليبس
دونالد إم. فيليبس هو سياسي كندي، ولد في 24 أغسطس 1929 في Woodstock, New Brunswick ‏ في كندا، وتوفي في 13 أكتوبر 2016 في Benowa, Queensland ‏ في أستراليا. نشط حزبياً في British Columbia Social Credit Party ‏.